# ゼルダの伝説 トライフォース3銃士
『ゼルダの伝説 トライフォース3銃士』（ゼルダのでんせつ トライフォースさんじゅうし、英: The Legend of Zelda: Tri Force Heroes）は任天堂より2015年10月22日発売のニンテンドー3DS専用アクションアドベンチャーゲーム。アメリカ・ヨーロッパでは同年10月23日に発売。略称は「トラさん」「トラ3」など。

## 概要
本作はシリーズとしては『ゼルダの伝説 4つの剣』以来のマルチプレイに特化したタイトルとなっており、3人の主人公が協力してダンジョンを攻略する。
プロデューサーの青沼英二は以前からマルチプレイのゼルダの伝説を制作したいと考えており、『ゼルダの伝説 神々のトライフォース2』で使用された高さの概念があるトップビュー型ゲームシステムを活かして制作されている。ゲームエンジンも『神々のトライフォース2』のものを使用しており、フレームレートも同じく秒間60フレームである。
本作の体験版として『ゼルダの伝説 トライフォース3銃士 試勇版』（―しゆうばん）が2015年10月7日より無料配信された。この『試勇版』では、期間限定でのオンラインプレイが可能で、発売直前には青沼とディレクターの四方宏昌により『試勇版』を用いたインターネットの生中継も行われた。また、後に再配信された『試勇版』では、ローカル通信による3人プレイのみを行うことができる。

## 物語
とあるオシャレを愛する国にいるフリル姫が、魔女の呪いによって脱ぐことのできないタイツ姿にされてしまい、フリル姫の親であるカールキング王は呪いを解き元の姿に戻すために魔女を倒すことができるというウワサの“伝説の勇者”を募集した。そして集まったのが3人だった。

## システム
本作の物語は「全身タイツ姿になったフリル姫を元に戻すために魔境に行く」という非常にシンプルかつギャグ要素のあるものになっている。これは買ってすぐにマルチプレイを出来るよう、理解しやすい内容を意識したためである。
マルチプレイ
本作で冒険する「魔境」は3人での行動が義務付けられており、ローカル通信もしくはインターネット通信でチームを組んでダンジョンに挑戦するのが基本となる。1人でプレイする場合は「まねビト」と呼ばれる分身を瞬時に切り替えて操作する。ライフは3人で共有となっている。ライフがゼロになっても3回復活できる。マルチプレイにおけるコミュニケーションは下画面に表示される「コミュニケーションアイコン」を用いて行う。なお、海外版とは通信不可。
アイテム
冒険に必要なアイテムはコース上に設置されており、1人1つずつ選んで持つことができる。3人で役割分担しながらそれぞれのアイテムを活用しコースを解き進める。「ウォーターロッド」「空気ツボ」といった新しいアイテムを含め、全9種類ある。アイテムの使用には「がんばりゲージ」を消費する。
トーテム
3人の勇者は基本的に個別に行動・探索を行うが、2人か3人でトーテム（肩車）することで1人では行けない場所に行けたり、高い位置にいる敵を倒したり、仕掛けを作動させたりすることができる。トーテム中、上段は攻撃やアイテムの投擲、中段は上段プレイヤーを投げる、下段は移動など限られた行動のみが可能。
服
コースクリアで素材を集めて城下町の服屋「マダムテーラー」に持って行くと、着ることで能力が変化する「服」が入手できる。全36種類。大きく2種類にわけられ、アイテムなどが強化される「強化タイプ」とダメージなどを軽減する「サポートタイプ」がある。
勇者ポイント
インターネットプレイで自分の選んでないコースを最後までプレイしたり、ローカルプレイでコースをクリアした際に付与されるポイント。一定数貯めることで「アレな服」がパワーアップする、露天商で素材がもらえるなどの特典がある。

## 施設・地域
本作の世界観は『神々のトライフォース』と同一であり、『神々のトライフォース2』の数年後が舞台とされている。
城下町
ドレース王国の城下町。服を購入できる服屋「マダムテーラー」、4つの宝箱の中から素材を探しだす「毎日たからばこ屋」、素材を購入できる「露天商」、セーブのできるトーテム勇者像などがある。王国のフリル姫が魔女の呪いにかかって以降は、住民もオシャレを我慢する日々が続いている。ゲームが進行すると住民のセリフや人間関係も変化していく。
ロビー
ドレース城内にある、魔境や闘技場へ出発するための広間。奥にトライフォースがあり、3人揃って乗ると冒険に出発できる。また、壁に体当たりをするとマリが降ってきて、マリを床に落とさないように剣で攻撃し続けるとゼルダの伝説シリーズの歴代音楽（全23曲）が流れる。
魔境
8つのエリアにそれぞれ4つのコースがある本作の冒険の舞台。それぞれのエリアのボスを倒すと「とくべつ任務」が選択できるようになる。とくべつ任務ではタイムアタックなどのお題をクリアすることでレアな服の材料が手に入る。
魔窟
ver2.0.0で追加された新エリア。魔境とは異なる構成で8種類のゾーンにわかれた30以上のステージからなり、敵を殲滅することで次のステージに進める。魔境より難易度の高いエリアになっている。
闘技場
闘技場ではプレイヤー同士で対戦が可能。勝利することで服の材料が手に入る。

## キャラクター
勇者候補
声 - 瀧本富士子、松本さち、小平有希、斎賀みつき（キャラ作成時にランダムで決定）
本作の主人公。デフォルト名は決まっていない。「耳がとんがっていて」「モミアゲが太く」「髪型が九一分」というトーテム勇者の条件を満たしており、フリル姫を助けるため魔境に赴く。ゲーム開始当初は「アレな服」を着ており酷評される。また、この主人公は『神々のトライフォース2』のリンクと同一人物である。
フリル姫
声 - 齋藤綾
ドレース王国のお姫様。シスターレディに呪いをかけられ脱ぐことのできない全身タイツ姿にされてしまい、それをきっかけに自分の部屋に閉じ籠ってしまう。ときおり城下町に黒い影が出現するが、これはタイツ姿のフリル姫である。
カールキング王
声 - 藤原貴弘
ドレース王国の王様。呪いをかけられたフリル姫を助けてくれる伝説の勇者候補を募集している。
オールバック卿
声 - 佐藤晴男
魔女討伐隊の司令官。髪型は以前はオールバックだったが今は崩れている。正義感の強い男。
マダムテーラー
声 - 田村聖子
服屋「マダムテーラー」のオーナーでトップデザイナー。彼女の作る服には特別に力が宿るという。
シスターレディ
声 - 田村聖子
フリル姫に呪いをかけた魔女。マダムテーラーとは知り合い。
おかっぱメガネ
城下町の各地で読むことができる「魔境めぐり」の著者。正体は城のロビー左上にいる教育係の女性である。

## 評価
- 週刊ファミ通クロスレビューで合計34点[35]。